# Telefono elettronico
Telefono elettronico è il quinto album del cantautore italiano Renzo Zenobi, pubblicato dall'etichetta discografica RCA nel 1981.

## Descrizione
L'album, disponibile su long playing e musicassetta, è prodotto da Lucio Dalla, che cura gli arrangiamenti e partecipa all'esecuzione della canzone che dà il titolo al lavoro. I brani sono interamente composti dall'interprete.
La band è quella che all'epoca suonava con Lucio Dalla, gli Stadio. È presente anche Ron al pianoforte.
Dal disco viene tratto il singolo Telefono elettronico/Corriera di Natale.

## Tracce
Lato A
Testi e musiche di Renzo Zenobi.
1. Ringraziandoti – 4:28
2. Telefono elettronico (feat. Lucio Dalla) – 3:43
3. A questo cielo capovolto che tutti chiamano mare – 4:47
4. Fumatori – 4:00

Durata totale: 16:58
Lato B
Testi e musiche di Renzo Zenobi.
1. Corriera di Natale – 4:01
2. Marinara – 3:47
3. Chitarre – 2:59
4. Ragazze di settembre – 4:47

Durata totale: 15:34

## Formazione
- Renzo Zenobi – voce
- Marco Manusso – chitarra
- Sandro Secondino – percussioni
- Fabio Liberatori – tastiera
- Ron – chitarre
- Marco Nanni – basso
- Giovanni Pezzoli – batteria
- Ricky Portera – chitarra
- Lucio Dalla – sax